# Cool Doji Danshi
Cool Doji Danshi (japonês: クールドジ男子, Hepburn: Kūru Doji Danshi, lit. "Caras Legais e Desajeitados"; também conhecido em inglês como Play It Cool, Guys) é uma série japonesa de mangá online escrita e ilustrada por Kokone Nata. É serializada no site Pixiv desde fevereiro de 2019, com seus capítulos individuais coletados em cinco volumes tankōbon até outubro de 2022. Uma adaptação em anime para foi produzida pelo estúdio Pierrot e exibida entre outubro de 2022 e março de 2023. Um drama para televisão também foi transmitido na TV Tokyo de abril a julho de 2023.

## Personagens
Hayate Ichikura (一倉 颯, Ichikura Hayate)
Voz de: Chiaki Kobayashi
Hayate é um estudante universitário de 20 anos com especialização em economia. Ele fica envergonhado sempre que faz algo desajeitado.
Shun Futami (二見 瞬, Futami Shun)
Voz de: Koki Uchiyama
Shun é um estudante do ensino médio de 17 anos que é atlético. Ele tende a fingir que qualquer ação desajeitada que tenha feito foi de propósito.
Takayuki Mima (三間 貴之, Mima Takayuki)
Voz de: Yūichirō Umehara
Mima é um assalariado de 27 anos que é visto como mascote pelos colegas de trabalho. Ele tende a ser imperturbável e alheio sempre que faz algo desajeitado.
Sōma Shiki (四季 蒼真, Shiki Sōma)
Voz de: Shōya Chiba
Sōma é um estudante de 19 anos que estuda em uma escola técnica de design. Ele tende a ser positivo sempre que faz algo desajeitado.
Motoharu Igarashi (五十嵐 元晴, Igarashi Motoharu)
Voz de: Makoto Furukawa
Igarashi é um autor de 27 anos e amigo de Mima desde o ensino fundamental. Ele é descrito como um gênio que também pode ser desajeitado.
Asami Futami (二見 あさみ, Futami Asami)
Voz de: Satomi Satō
Asami é a irmã mais velha de Shun e dona do café em que Hayate e Sōma trabalham.
Sōta Shiki (四季 爽太, Shiki Sōta)
Voz de: Kazuyuki Okitsu
Sōta é o superior de Mima no trabalho e irmão mais velho de Sōma.
Kurosaki (黒崎)
Voz de: Taku Yashiro
Akai (赤井)
Voz de: Kengo Takanashi
Kida (黄田)
Voz de: Seiichiro Yamashita
Aoyama (青山)
Voz de: Kōhei Amasaki
Momo Momosaki (桃崎 もも, Momosaki Momo)
Voz de: Haruka Shiraishi
Akane Kōno (紅野 茜, Kōno Akane)
Voz de: Yō Taichi
Shirakawa (白川)
Voz de: Ayako Kawasumi

## Mídias

### Mangá
Cool Doji Danshi é escrito e ilustrado por Kokone Nata. Começou como uma série de ilustrações postadas na conta do Twitter da autora em 11 de maio de 2018, antes de ser serializado como um web manga no Pixiv em 23 de fevereiro de 2019. Nata pode colorir uma página do mangá em cerca de 30 minutos, trabalhando em 19 páginas por dia.
O mangá também foi serializado no serviço Pixiv Comic da Pixiv. A Square Enix coleta seus capítulos em volumes tankōbon sob sua marca Gangan Comics Pixiv. O primeiro volume foi publicado em 22 de junho de 2019, e cinco volumes foram lançados até agora. Na América do Norte, a Yen Press publica a série em inglês.

#### Lista de volumes
| N.º | Data de lançamento     | ISBN              |
| --- | ---------------------- | ----------------- |
| 1   | 22 de junho de 2019    | 978-4-75-755934-9 |
| 2   | 21 de março de 2020    | 978-4-75-756544-9 |
| 3   | 22 de janeiro de 2021  | 978-4-75-756821-1 |
| 4   | 22 de novembro de 2021 | 978-4-75-757585-1 |
| 5   | 21 de outubro de 2022  | 978-4-75-758150-0 |

### Romance
Uma adaptação em romance escrita por Shino Kaida, intitulada Cool Doji Danshi: Connect It Cool, Guys, foi publicada pela Square Enix em 21 de março de 2020.

### Anime
Uma adaptação em anime para a televisão foi anunciada em 22 de abril de 2022. É produzida pelo estúdio Pierrot  e dirigida por Chiaki Kon, com roteiros escritos por Makoto Uezu e música composta por Masato Nakayama. Eri Taguchi serve como designer de personagens e diretor chefe da animação. A série estreou em 11 de outubro de 2022, na TV Tokyo, AT-X e BS11. Será executado por dois cours, e consistirá em episódios de 15 minutos. As músicas-tema de abertura são "Seishun Kippu" (青春切符, "Tíquete da Juventude") de Mafumafu e "Warau na!" (笑うな！, "Não Ria!") de Syudou. As músicas-tema de encerramento são "Flash!" e "Taisetsu" (たいせつ, "Precioso"), ambos performados por PICG, uma unidade composta por Chiaki Kobayashi, Koki Uchiyama, Yūichirō Umehara e Shōya Chiba. A Crunchyroll licenciou a série.

#### Lista de episódios
| N.º | Título (Título em japonês)                                                                              | Dirigido por            | Escrito por     | Storyboard por                      | Exibição original       |
| --- | --- | ----------------------- | --------------- | ----------------------------------- | ----------------------- |
| 1   | "Ichikura Hayate" Transliteração: "Ichikura Hayate" (em japonês: 一倉颯)                                | Chiaki Kon              | Makoto Uezu     | Chiaki Kon                          | 11 de outubro de 2022   |
| 2   | "Futami Shun" Transliteração: "Futami Shun" (em japonês: 二見瞬)                                        | Chiaki Kon              | Yasuko Aoki     | Chiaki Kon                          | 18 de outubro de 2022   |
| 3   | "Mima Takayuki" Transliteração: "Mima Takayuki" (em japonês: 三間貴之)                                  | Nozomi Fukui            | Tomoharu Suzuki | Chiaki Kon                          | 25 de outubro de 2022   |
| 4   | "Shiki Souma" Transliteração: "Shiki Souma" (em japonês: 四季蒼真)                                      | Nozomi Fukui            | Yasuko Aoki     | Chiaki Kon                          | 1 de novembro de 2022   |
| 5   | "Mesa Compartilhada" Transliteração: "Aiseki" (em japonês: 相席)                                        | Yūta Suzuki             | Makoto Uezu     | Chiaki Kon                          | 8 de novembro de 2022   |
| 6   | "Coisas em Comum" Transliteração: "Kyōtsūten" (em japonês: 共通点)                                      | Yūta Suzuki             | Tomoharu Suzuki | Chiaki Kon                          | 15 de novembro de 2022  |
| 7   | "Loop" Transliteração: "Rūpu" (em japonês: ループ)                                                      | Takahiro Enokida        | Makoto Uezu     | Chiaki Kon                          | 22 de novembro de 2022  |
| 8   | "Desvio" Transliteração: "Mawarimichi" (em japonês: まわりみち)                                         | Takahiro Enokida        | Yasuko Aoki     | Chiaki Kon                          | 29 de novembro de 2022  |
| 9   | "Bentô" Transliteração: "Obentō" (em japonês: お弁当)                                                   | Chiaki Kon              | Tomoharu Suzuki | Chiaki Kon                          | 6 de dezembro de 2022   |
| 10  | "Dia de Folga" Transliteração: "Yasumi no Hi" (em japonês: 休みの日)                                    | Chiaki Kon              | Chiaki Kon      | Chiaki Kon                          | 13 de dezembro de 2022  |
| 11  | "Cotidiano" Transliteração: "Nichijō" (em japonês: 日常)                                                | Nozomi Fukui            | Tomoharu Suzuki | Chiaki Kon                          | 20 de dezembro de 2022  |
| 12  | "Progresso" Transliteração: "Zenshin" (em japonês: 前進)                                                | Nozomi Fukui            | Yasuko Aoki     | Nozomi Fukui                        | 27 de dezembro de 2022  |
| 13  | "Reencontro" Transliteração: "Saikai" (em japonês: 再会)                                                | Shizutaka Sugahara      | Makoto Uezu     | Shizutaka Sugahara                  | 10 de janeiro de 2023   |
| 14  | "Um Bom Local" Transliteração: "Ii Tokoro" (em japonês: いいところ)                                     | Shizutaka Sugahara      | Tomoharu Suzuki | Nozomi Fukui                        | 17 de janeiro de 2023   |
| 15  | "Conversa Sobre Amor" Transliteração: "Koibana" (em japonês: 恋バナ)                                    | Kaito Asakura           | Yasuko Aoki     | Yūta Suzuki                         | 24 de janeiro de 2023   |
| 16  | "Guarda-chuva e..." Transliteração: "Kasa to..." (em japonês: 傘と…)                                    | Yūta Suzuki             | Tomoharu Suzuki | Yūta Suzuki                         | 31 de janeiro de 2023   |
| 17  | "Oportunidade" Transliteração: "Kikkake" (em japonês: きっかけ)                                         | Yūta Suzuki             | Makoto Uezu     | Yūta Suzuki                         | 7 de fevereiro de 2023  |
| 18  | "Takayuki e Motoharu" Transliteração: "Takayuki to Motoharu" (em japonês: 貴之と元晴)                   | Kaito Asakura           | Chiaki Kon      | Shizutaka Sugahara                  | 14 de fevereiro de 2023 |
| 19  | "Novo Membro" Transliteração: "Menbā-iri" (em japonês: メンバー入り)                                    | Nozomi Fukui            | Makoto Uezu     | Nozomi Fukui                        | 21 de fevereiro de 2023 |
| 20  | "Coisas em que Sou Ruim" Transliteração: "Nigate na Mono" (em japonês: 苦手なもの)                      | Nozomi Fukui            | Yasuko Aoki     | Nozomi Fukui                        | 28 de fevereiro de 2023 |
| 21  | "Amigos" Transliteração: "Tomodachi" (em japonês: 友達)                                                 | Yūta Suzuk              | Tomoharu Suzuki | Yukihiro Matsushita                 | 7 de março de 2023      |
| 22  | "Festival de Verão" Transliteração: "Natsumatsuri" (em japonês: 夏祭り)                                 | Takahiro Enokida        | Tomoharu Suzuki | Yukihiro Matsushita                 | 14 de março de 2023     |
| 23  | "Céu de Verão e Praia" Transliteração: "Natsuzora to Umi" (em japonês: 夏空と海)                        | Takahiro Enokida        | Tomoharu Suzuki | Yukihiro Matsushita                 | 21 de março de 2023     |
| 24  | "Garotos Sexys e Lerdos" Transliteração: "Kūru Doji na Danshi-tachi" (em japonês: クールドジな男子たち) | Chiaki Kon Nozomi Fukui | Makoto Uezu     | Chiaki Kon Yūta Suzuki Nozomi Fukui | 28 de março de 2023     |

### Drama
Uma adaptação em drama televisivo foi anunciada em 24 de fevereiro de 2023. Foi dirigido por Hiroaki Yuasa, Yuka Eda e Akina Yanagi, baseada no roteiro de Hiroyuki Komine. A série foi ao ar na TV Tokyo de 15 de abril a 1º de julho de 2023. Yuta Nakamoto do NCT 127, Takumi Kawanishi  do JO1, Dori Sakurada e Maito Fujioka  foram escalados para interpretar os papéis principais.

## Recepção
Em 2019, o mangá ficou em 16º lugar no guia Kono Manga ga Sugoi!  da Takarajimasha de melhor série de mangá em 2019 para leitoras do sexo feminino. Ficou também em 7º lugar na eleição geral do Pixiv e Nippon Shuppan Hanbai, e em 16º no Next Manga Awards